# 馬拉威克瓦查
馬拉威克瓦查 （貨幣編號：MWK）是馬拉威自1971年起的流通貨幣。輔幣單位坦巴拉。1克瓦查=100坦巴拉。

## 流通中的貨幣

### 硬幣
- 1 坦巴拉
- 2 坦巴拉
- 5 坦巴拉
- 10 坦巴拉
- 20 坦巴拉
- 50 坦巴拉
- 1 克瓦查
- 5 克瓦查
- 10 克瓦查

### 紙幣
- 20 克瓦查
- 50 克瓦查
- 100 克瓦查
- 200 克瓦查
- 500 克瓦查
- 1000 克瓦查
- 2000 克瓦查

## 外部連結
- 唐的世界硬币画廊：Malawi
- 罗恩·怀斯的世界纸币：Malawi 镜像网站
- 现代金融系统表格－库尔特·舒勒制作：Malawi 镜像网站
- 环球货币历史：Malawi
- 《环球金融资料》货币历史表格（ 微软试算表格式）